# Steak Salisbury
Le steak Salisbury est un plat composé de bœuf haché et d'autres ingrédients, modelés en forme de steak, généralement assorti d'une sauce brune. La recette a été inventée par un médecin américain, le docteur James Salisbury (1823-1905), et le terme Salisbury steak a été utilisé aux États-Unis dès 1897. C'est une spécialité populaire dans ce pays, où elle est traditionnellement accompagnée de jus de cuisson et de purée de pommes de terre ou de pâtes.

## Standards américains
La réglementation de l'USDA pour le steak Salisbury requiert au minimum 65 % de viande, dont 25 % de porc maximum, sauf si du porc ou du bœuf dégraissé est utilisé, la limite est de 12 %. Il ne doit pas y avoir plus de 30 % de gras. Les abats sont exclus hormis le cœur de bœuf.
Les additifs (mie de pain, farine, flocons d'avoine, etc.) ne doivent pas dépasser 12 %, sauf la protéine de soja seule qui à 6,8 % est considérée équivalente aux 12 % des autres. Le reste est constitué d'assaisonnements, légumes  (oignons, poivrons, champignons…), liants (comme les œufs) et liquides (tels que l'eau, le lait, la crème, le lait écrémé, etc.).  Le produit doit être complètement cuit, ou être dénommé Patties for Salisbury Steak.
Les produits fabriqués hors des établissements inspectés par l'USDA n'entrent pas dans ces standards.

## Le steak Salisbury au Japon et Hawaï

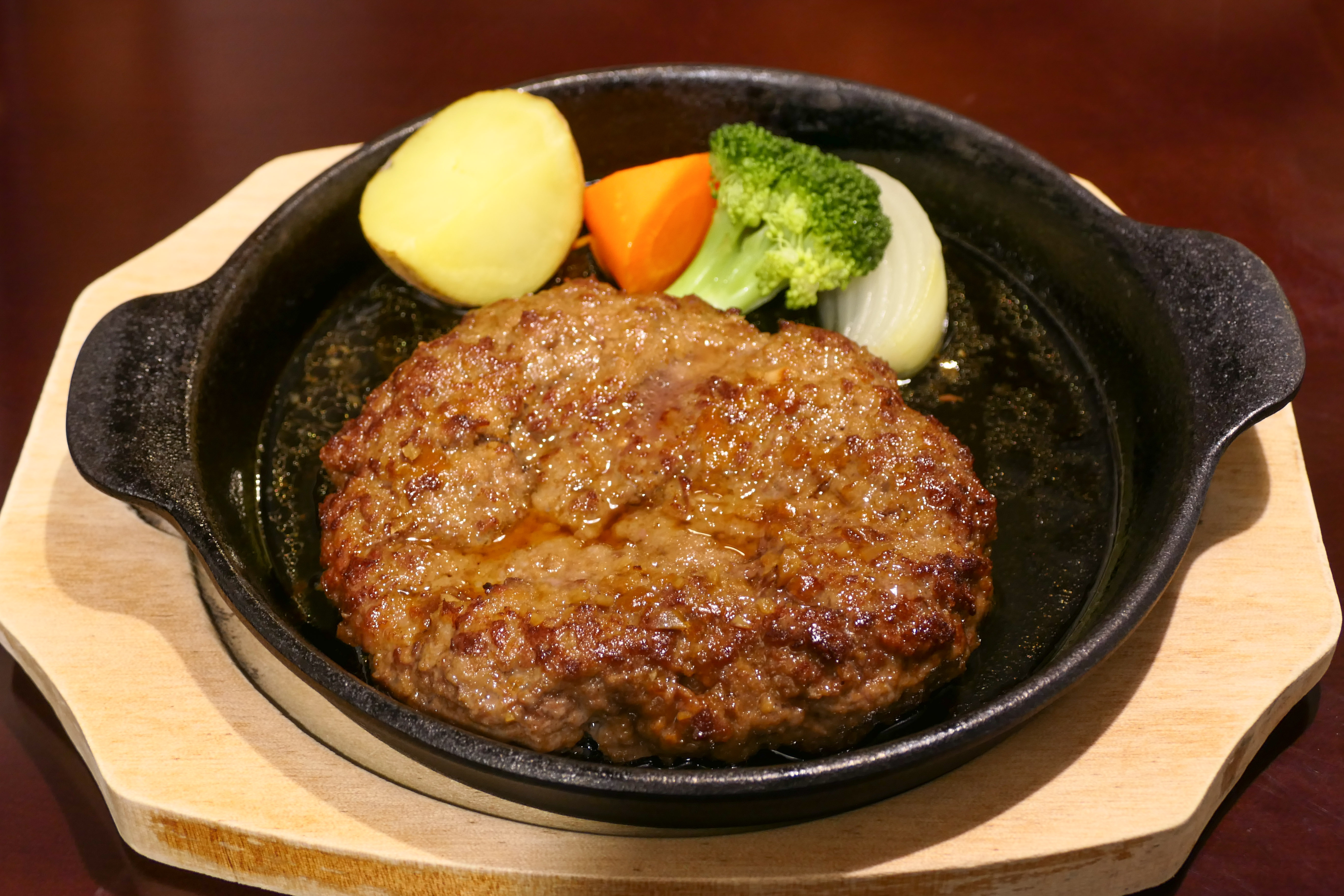
Hanbāgu.

Le hamburg (ハンバーグ, hanbāgu) est une forme de steak Salisbury populaire au Japon. Elle est composée de viande hachée avec oignons, œufs, et mie de pain, rehaussé d'épices diverses et à laquelle on a donné une forme circulaire d'un centimètre d'épaisseur environ et de 10 à 15 cm de diamètre. De nombreux restaurants se sont spécialisés dans différentes formes du hanbāgu.
Ce plat est devenu populaire dans les années 1960, où il représentait une manière plus abordable de servir de la viande, par ailleurs coûteuse. Durant cette décennie, les magazines firent régulièrement figurer des recettes, permettant ainsi de l'ancrer dans la culture culinaire japonaise. Au Japon, le plat remonte à l'ère Meiji, et est considéré avoir été servi pour la première fois à Yokohama, l'un des premiers ports à s'ouvrir aux étrangers.
Depuis les années 1980, des steaks sous vide sont vendus avec leur sauce, et sont parfois utilisés dans les bentō. Les steaks surgelés sont aussi populaires, souvent servis dans des restaurants de type fast-food, grâce à leur texture plus ferme que celle des steaks vendus sous vide.
À Hawaï, le hamburger steak est très proche du hamburg japonais. Il est généralement servi avec une salade de macaroni et du riz dans un plateau-repas. Il existe aussi une variante avec un œuf sur le plat, appelée loco moco. La recette est également connue en Corée du Sud, où la recette et le nom (함박 스테이크, hambak seuteikeu) proviennent du Japon.